# Anton Springer
Anton Heinrich Springer, född 13 juli 1825 i Prag, död 31 maj 1891 i Leipzig, var en österrikisk-tysk historiker och konsthistoriker. Han var far till Jaro Springer. 
Springer var lärare vid akademierna i Prag, Bonn och Strassburg och från 1873 professor i Leipzig. Han vann ett berömt namn företrädesvis genom sina konsthistoriska arbeten, i vilka han fritt tillämpade Friedrich Hegels estetiska system, men författade även rent historiska arbeten. Hans levnadsminnen (Aus meinem Leben) utkom 1891.